# Riu Colorado (Texas)
El riu Colorado (Colorado River) és un riu llarg del sud-oest dels Estats Units que desemboca en el golf de Mèxic. Amb una longitud total de 1.387 km és el divuitè riu més llarg de l'estat i drena una conca de 103.341 km².

Administrativament, el riu discorre per l'estat de Texas.

## Geografia
El riu Colorado és el riu més llarg amb la seva font i desembocadura dins de Texas; no obstant això la seva conca hidrogràfica i alguns dels seus afluents normalment secs s'estenen fins a Nou Mèxic. El riu flueix generalment cap al sud-est des del Comtat de Dawson a través de Marble Falls, Austin, Bastrop, Smithville, La Grange, Columbus, Wharton, i Bay City abans de desembocar en el golf de Mèxic a la badia de Matagorda.
Els seus principals afluents són els rius Llano (169 km), San Baba (285 km), Concho (235 km) i Pedernales (170 km).